# Set dies a Entebbe
Set dies a Entebbe (originalment en anglès, Entebbe o 7 days in Entebbe) és una pel·lícula d'acció britànico-estatunidenca dirigida per José Padilha, estrenada l'any 2018.

## Argument
El 27 de juny de 1976, el vol Air France 139, provinent de Tel-Aviv (Israel), transporta 246 passatgers (una majoria d'israelians) i dotze membres de la tripulació. L'aparell s'enlaira d'Atenes per dirigir-se a París. Però el vol és desviat per quatre revolucionaris, dos palestins membres del Front Popular per a l'Alliberament de Palestina i dos alemanys, entre els quals el braç dret de Carlos, pertanyent a les Cèl·lules Revolucionàries (Revolutionäre Zellen), que prenen el control de l'avió i el desvien cap a Entebbe, Uganda on aterren a l'aeroport internacional de Entebbe.
Els terroristes reclamen l'alliberament de 53 presoners propalestins, detinguts la majoria a les presons israelianes. L'Estat israelià prepara una operació militar, nomenada Operació Entebbe, per salvar el més ràpidament possible els hostatges restants retinguts a l'avió.

## Repartiment
- Rosamund Pike: Brigitte Kuhlmann
- Daniel Brühl: Wilfried Böse
- Lior Ashkenazi: Yitshaq Rabín
- Mark Ivanir: Motta Gur
- Denis Ménochet: Jacques Le Moine
- Eddie Marsan: Shimon Peres
- Ben Schnetzer: Zeev Hirsch
- Peter Sullivan: Amos Eran
- Andrea Deck: Patricia Martel
- Brontis Jodorowsky: Capità Michel Bacos
- Angel Bonanni: Yonatan Netanyahu
- Nonso Anozie: Idi Amin
- Vincent Riotta: Dan Shomron

## Crítica
- "Resulta molt encertat el perspectivisme múltiple, engranat amb la coreografia, per potenciar el simbolisme de la tragèdia imminent. No obstant això (...) acaba desenvolupant un suspens alambicat i confús. (…) Puntuació: ★★★ (sobre 5)"[2]
- "Les maquinacions entre Rabín i Peres és el més interessant del drama (...) [Padilha] reparteix cops de puny fins a un punt enervant"[3]
- "La pel·lícula sembla mediocre en comparació de drames dramàticament complexos i dinàmicament estructurats sobre terrorisme com 'United 93' o 'Zero Dark Thirty'"[4]
- A França, el lloc Allociné suma una mitjana dels crítics acuita de 2,9/5, i dels crítics espectadors a 3,4/5.[5]